# Echium rosulatum
Echium rosulatum,  es una especiede planta perteneciente a la familia de las boragináceas.

## Hábitat
Especie atlántica de pastizales, espinares, rebollares, márgenes de cursos de agua, acantilados y roquedos litorales, cunetas y áreas húmedas más o menos nitrificadas, sobre suelos ácidos. De 0-900 m s. n. m. Oeste de la península ibérica: Galicia, prácticamente todo Portugal y áreas montañosas de las provincias de Zamora, Salamanca y Cáceres, penetrando en el sur por Sierra Morena hasta la Provincia de Córdoba.

## Descripción
Es una hierba perenne, generalmente multicaule, verde o grisácea, subserícea. Tallos de hasta 100 cm, decumbentes o ascendentes naciendo en la axila de las hojas de una amplia roseta basal, laxamente ramificados, con indumento doble de setas largas poco rígidas y pelos cortos adpresos y retrorsos. Hojas subseríceas o seríceas con indumento escaso de setas poco abundantes y pelos cortos; verdes o grisáceas; las de la roseta basal de hasta 15 x 4 cm., anchamente elípticas u oblanceadas, estrechadas en la base en un peciolo más o menos marcado; las caulinares de hasta 10 (-11) x 2,5 (-3); ovado-elípticas, oblongo-elípticas o elípticas; las más superiores estrechamente ovadas u ovado-lanceoladas, sentadas, de base truncada, cuneada o subcordada.
Inflorescencia paniculada, laxa, con cimas paucifloras laxas o densas de hasta 13 (-18) cm en la fructificación. Brácteas de (4,5-) 8-12 (-19) x (0,5-) 1,5-2,5 (-3) mm, más largas que el cáliz, con lóbulos de (4-) 7-10 x (0.5-) 1-2,5 mm, bastante desiguales y linear-lanceolados o estrechamente oblongos en la floración, escasamente acrescentes, alargándose hasta 12 cm en la fructificación, con indumento doble de setas largas y pelos cortos. Corola de 15–25 mm, infundibuliforme, marcadamente zigomorfa, con tubo poco marcado, con algunos pelos largos sobre los nervios, particularmente en los lóbulos y pelos cortos en casi toda la superficie, rosada, rosado-violeta, azul-violeta o violeta. Androceo con (2-) 3-4 de los estambres escasamente exertos, con filamentos laxamente pelosos. Núculas de 1,8-2,5 (-3) x 1,3–2 mm, irregularmente tuberculado-rugosas, grises. 2n=32.

## Taxonomía
Echium rosulatum fue descrita por Johan Martin Christian Lange  y publicado en Ind. Sem. Hort. Haun. (1854) 22.
Etimología
Echium: nombre genérico que deriva del griego echium, lo que significa víbora, por la forma triangular de las semillas que recuerdan vagamente a la cabeza de una víbora.
rosulatum: epíteto latino
Sinonimia
- Echium davaei Rouy
- Echium plantagineum subsp. davaei (Rouy) Nyman
- Echium rosulatum subsp. campestre (Samp.) Coutinho
- Echium rosulatum subsp. davaei (Rouy) Coutinho
- Echium rosulatum subsp. stenophyllum Coutinho
- Echium vulnerans Merino[3]